# Doc Cook
Charles L. Cooke (3 de septiembre de 1891 - 25 de diciembre de 1958), conocido como Doc Cook, fue un director de orquesta y arreglista de jazz estadounidense. Fue Doctor en Música, otorgado por el Chicago Musical College en 1926. 
Nacido en Louisville, trabajó por primera vez como compositor y arreglista en Detroit antes de trasladarse a Chicago alrededor de 1910. Cook se convirtió en líder residente de la orquesta del Dreamland Ballroom de Paddy Harmon en Chicago de 1922 a 1927, actuando como director de orquesta y director musical.
El conjunto grabó con varios nombres, como Cookie's Gingersnaps, Doc Cook and his 14 Doctors of Syncopation y Doc Cook's Dreamland Orchestra. Entre los que tocaron en la banda de Cook se encontraban Freddie Keppard, Jimmie Noone, Johnny St. Cyr, Zutty Singleton, de, Andrew Hilaire y Luis Russell .  Después de 1927, la orquesta de Cook tocó en Chicago en el Navy Pier y el White City Ballroom. 
En 1930, se mudó a la ciudad de Nueva York y trabajó como arreglista para Radio City Music Hall y RKO, trabajando allí hasta la década de 1940.  En Broadway, tuvo varios créditos de orquestación importantes, incluido The Hot Mikado (1939) y la primera producción estadounidense de The Boy Friend en colaboración con Ted Royal en 1954.  Defensor del ragtime, también trabajó frecuentemente con Eubie Blake, proporcionando los arreglos para la reposición de Shuffle Along en 1952. 

## Grabaciones
Grabó seis caras para Gennett a principios de 1924, luego, como Cookie's Gingersnaps, grabó 4 caras para OKeh en junio de 1926. Luego firmó con Columbia, donde grabó 14 caras entre julio de 1926 y marzo de 1928.